# Diane Williams
Diane Williams, née le 14 décembre 1960 à Chicago, est une ancienne athlète américaine spécialiste des épreuves de sprint.

## Biographie
Titulaire d'un record personnel sur 100 mètres de 11 s 14 en 1982, Diane Williams devient le 3 juillet 1983 la deuxième Américaine à passer sous les 11 s, lorsqu'elle réalise 10 s 94 en altitude à Colorado Springs, derrière les 10 s 79 d'Evelyn Ashford, nouveau record du monde. Elle remporte la médaille de bronze du 100 mètres lors des championnats du monde 1983 à Helsinki. Avec le temps de 11 s 06, elle est devancée par les athlètes est-allemandes Marlies Göhr et Marita Koch.
Quatre ans plus tard, Diane Williams remporte les championnats nationaux en 10 s 90, avec un vent trop favorable. Aux Mondiaux de Rome, elle finit quatrième du 100 m et s'impose en finale du relais 4 × 100 mètres américain composé de Alice Brown, Florence Griffith-Joyner et Pam Marshall. Établissant un nouveau record des championnats avec le temps de 41 s 58, les États-Unis dominent l'Allemagne de l'Est et l'URSS.
En 1988 elle réalise le meilleur temps de sa carrière sur 100 m, 10 s 86 en quart de finale des sélections olympiques américaines, deuxième derrière Florence Griffith-Joyner qui bat le record du monde avec 10 s 49. Elle échoue ensuite en demi-finale et ne se qualifie pas pour les Jeux.

### Palmarès
| Date | Compétition           | Lieu         | Résultat | Épreuve   | Performance |
| ---- | --------------------- | ------------ | -------- | --------- | ----------- |
| 1983 | Championnats du monde | Helsinki     | 3e       | 100 m     | 11 s 06     |
| 1987 | Jeux panaméricains    | Indianapolis | 2e       | 100 m     | 11 s 25     |
| 1987 | Championnats du monde | Rome         | 4e       | 100 m     | 11 s 07     |
| 1987 | Championnats du monde | Rome         | 1re      | 4 × 100 m | 41 s 58     |

### Records
| Épreuve | Performance | Lieu         | Date            |
| ------- | ----------- | ------------ | --------------- |
| 100 m   | 10 s 86     | Indianapolis | 16 juillet 1988 |